# Olympische Winterspiele 2002/Teilnehmer (Mexiko)
| Gelbes Symbol für Goldmedaillen mit stilisierten Olympischen Ringen | Graues Symbol für Silbermedaillen mit stilisierten Olympischen Ringen | Braundes Symbol für Bronzemedaillen mit stilisierten Olympischen Ringen |
| ------------------------------------------------------------------- | --------------------------------------------------------------------- | ----------------------------------------------------------------------- |
| —                                                                   | —                                                                     | —                                                                       |

Mexiko nahm an den Olympischen Winterspielen 2002 im US-amerikanischen Salt Lake City mit drei Sportlern in zwei Sportarten teil.

## Flaggenträger
Der Bobfahrer Roberto Tamés trug die Flagge Mexikos während der Eröffnungsfeier im Rice-Eccles Stadium.

## Teilnehmer nach Sportarten

### Bob
Männer
| Athleten                         | Wettkampf | 1. Lauf | 1. Lauf | 2. Lauf | 2. Lauf | 3. Lauf | 3. Lauf | 4. Lauf | 4. Lauf | Gesamt      | Gesamt |
| Athleten                         | Wettkampf | Zeit    | Platz   | Zeit    | Platz   | Zeit    | Platz   | Zeit    | Platz   | Zeit        | Platz  |
| -------------------------------- | --------- | ------- | ------- | ------- | ------- | ------- | ------- | ------- | ------- | ----------- | ------ |
| Roberto Lauderdale Roberto Tamés | Zweierbob | 49,57 s | 34      | 49,65 s | 35      | 50,07 s | 36      | 49,82 s | 36      | 3:19,11 min | 35     |

### Skeleton
- Luis Carrasco → 25. (1:48,98 min)